# Christine Clarke
Pour les articles homonymes, voir Clarke.
Christine Clarke, née le 11 août 1960 à Scarborough (Ontario), est une rameuse canadienne.

## Biographie

### Famille
Sa nièce Avalon Wasteneys est une rameuse de haut-niveau ayant participé aux Jeux olympiques d'été de 2020 tandis que sa sœur, Heather Clarke, a participé aux Jeux olympiques d'été de 1988, aussi en aviron.

### Carrière
Aux Jeux olympiques d'été de 1984 à Séoul, Christine Clarke fait partie du huit féminin terminant à la quatrième place.
Elle est ensuite médaillée de bronze en quatre avec barreur aux Championnats du monde d'aviron 1985 à Willebroek ainsi qu'aux Championnats du monde d'aviron 1986 à Nottingham.
Elle est médaillée d'or en quatre avec barreur aux Jeux du Commonwealth de 1986 à Édimbourg.